# Slavošovice (Bolešiny)
Slavošovice jsou malá vesnice, část obce Bolešiny v okrese Klatovy v Plzeňském kraji. Nachází se asi dva kilometry západně od Bolešin. Slavošovice leží v katastrálním území Slavošovice u Klatov o rozloze 1,89 km².

## Název
Název vesnice je odvozen ze jména Slavoš ve významu ves lidí Slavošových. V historických pramenech se jméno vsi objevuje ve tvarech: in Slawassowicz (1380) a Slavošovice (1661).

## Historie

### Pověst o vzniku Klatov a Slavošovic
Český barokní historik Jan Florián Hammerschmidt zmínil obec Slavošovice ve svém díle Historiae klattovská, v sedm dílů rozdělená hned několikrát. Dějiny Klatov a jejich bezprostředního okolí začíná za vlády bájného přemyslovského knížete Nezamysla.

V době vlády knížete Nezamysla žil v sídle nedaleko města Slavošova, dnes Berouna, lopota Bytýš. Jeho lidé v okolí dvora těžili stříbro, díky kterému Bytýš zbohatl a vzepřel se Nezamyslovi. Ten Bytýšův dvůr dobyl a vzpupného Bytýše oběsil. Jeho vdova Burka z rodu Klenova z Radlic odešla s dětmi, družinou i hospodářskými zvířaty na západ a po pěti dnech se usadila u Drnového potoka nedaleko Žaludové hůrky (Klatovy). Zde si nechala vystavět dvůr Beňovy. Její dcera Klavtoka po čase našla nedaleko v lese studánku, kterou lidé na její počest nazvali Klatovka. Burčino sídlo se postupem času rozrůstalo a lidé začali stavět nové dvory v okolí.
Burčin syn Tuhoň vystavěl své manželce Lomcině dvůr Lomec a synu Novakovci dvůr Novákovice. Ani Klavtočini další synové nezůstali bez svých dvorů – pro syna Vostrodice vystavěli Vostrodice (nynější Ostřetice), pro syna Luba osadu Luby, pro syna Kejchana dvůr Kejchany (nyní Kydliny).
 V Klatovech žil za vlády přemyslovského knížete Boleslava II. jistý Slavoš, který se jako jeden z prvních Klatovanů stal křesťanem. Ten nechal vystavět dvůr nejen sobě, ale i svému synovi Soběchticovi, který pojmenoval Sobětice, a vnukovi Kosmáčovi dvůr Kosmáčov.
Tyto informace jsou však jen pověst. Jan Florián Hammerschmidt ve svém díle využíval jako zdroj Hájkovu kroniku, která značně snižuje hodnověrnost díla. Hammerschmidtovy informace o rodu Slavošů a o Slavošovicích nejsou podloženy ani archeologickými nálezy, ani jinými zdroji.

### Středověk
První písemná zmínka o vesnici pochází z roku 1380. Slavošovice vznikly pravděpodobně ve stejné době jako Klatovy, tj. za vlády Přemysla Otakara II. Tvořily hospodářské zázemí města Klatov spolu s vesnicemi Točník a Ostřetice. Za vlády Václava IV. žil v Klatovech rod Slavošovských. Tento původem patrně německý rod vlastnil ve Slavošovicích dvůr, podle něhož přijal také rodové jméno. V té době bylo ve vsi dvorů pět.

### Novověk

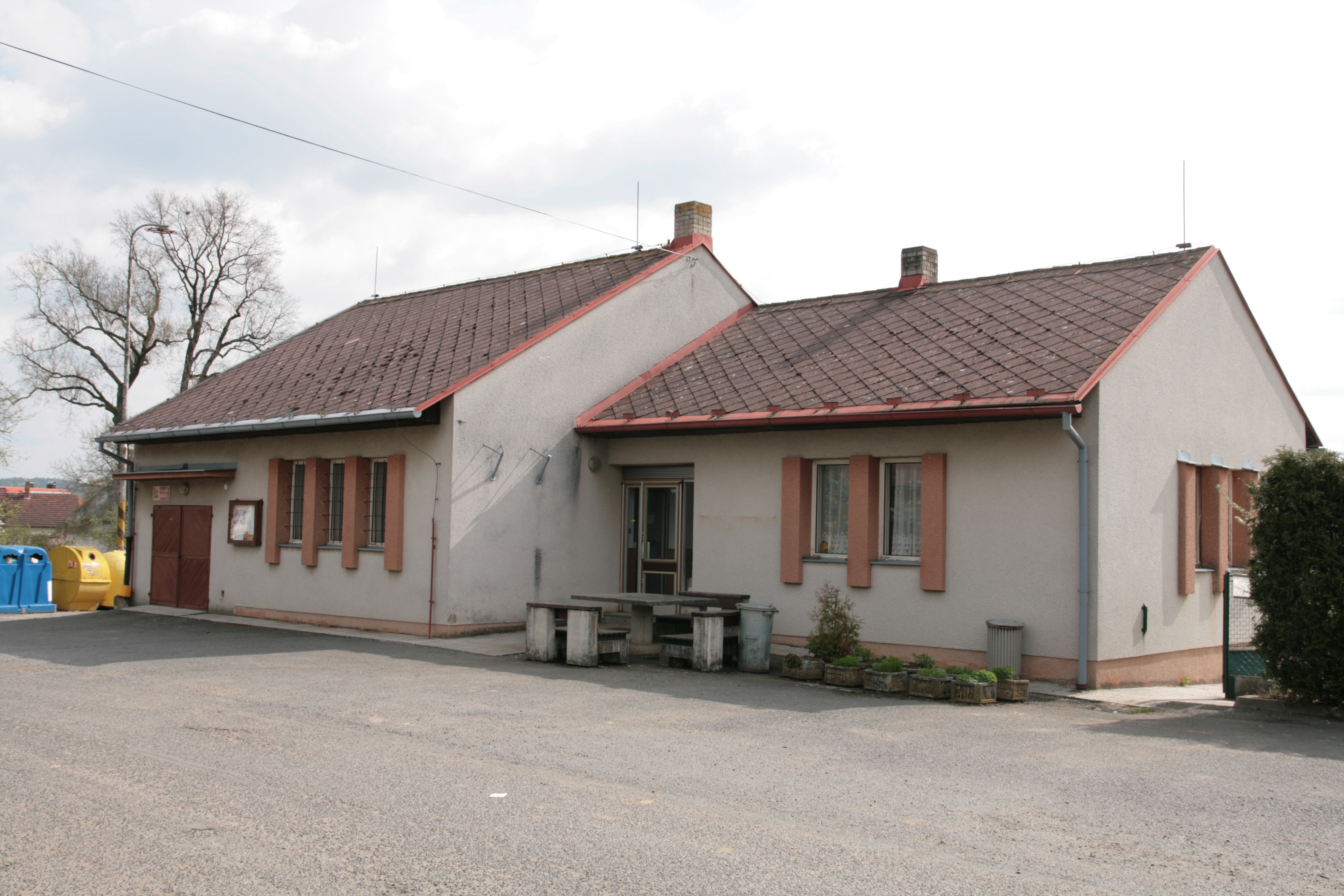
Víceúčelová budova Slavošovice

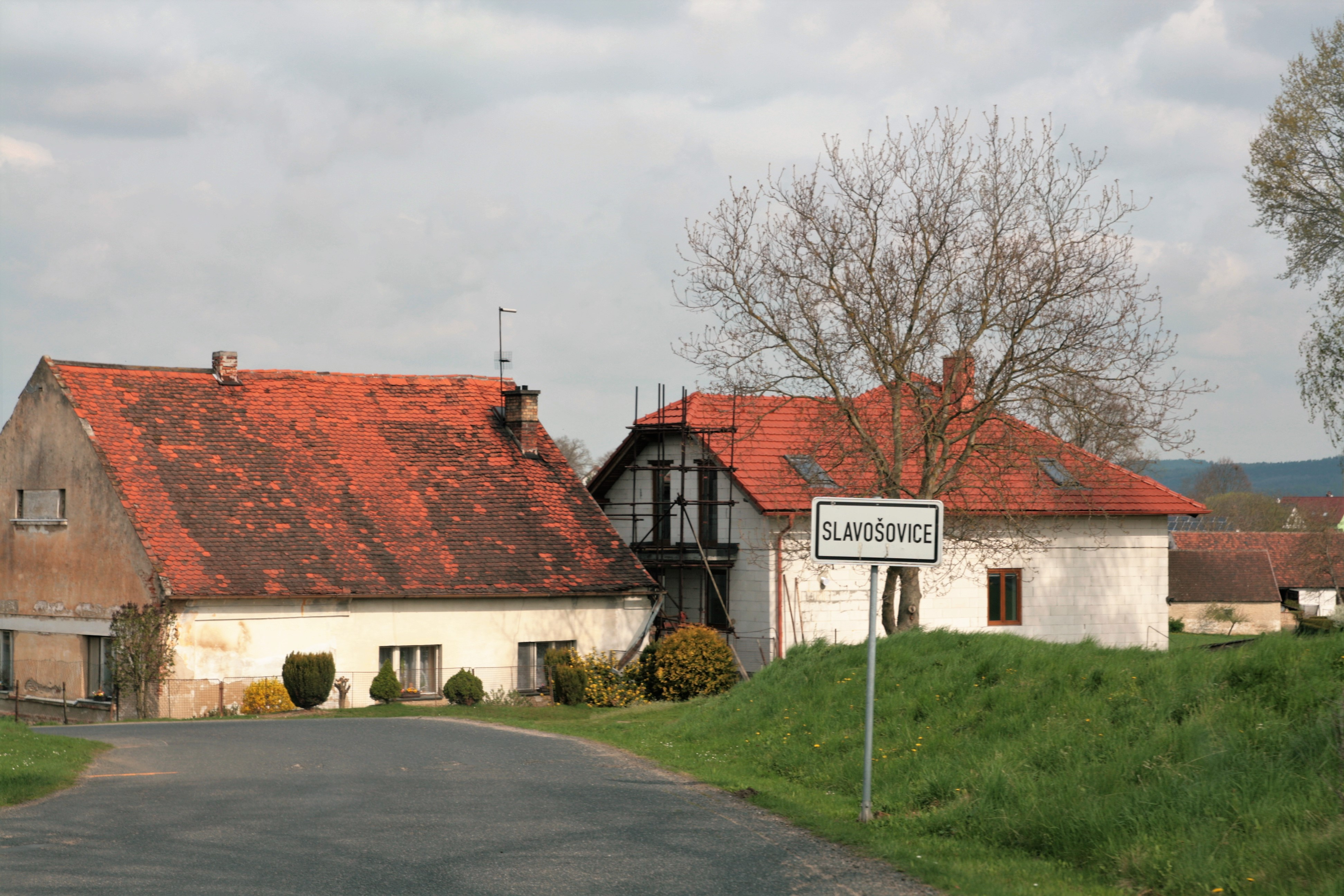
Domy na kraji vesnice

Za vlády Ferdinanda I. žil v Klatovech měšťan Šimon Hauff. Tento  obchodník byl královským vojenským dodavatelem a za své zásluhy v boji proti Turkům získal 14. května 1538 erb a přídomek ze Slavošovic, odkazující na jeho dvůr ve vsi. Slavošovice patřily Klatovům až do roku 1547, kdy jim byly dočasně odebrány jako trest za odmítnutí pomoci císaři ve Šmalkaldské válce. V roce 1553 mohlo město zabavené majetky odkoupit zpět. Ve stejné době však královská komora umožnila Šimonu Hauffovi odkoupit platy na jeho majetku ve Slavošovicích. Historik Jindřich Vančura dokonce uvádí, že bylo Hauffovi umožněno uvést svého souseda, majitele druhého slavošovického dvora Víta zvoníka, v člověčenství. Šimon Hauff se snažil dosáhnout toho, že by se stal jeho dvůr ve Slavošovicích svobodným. To se mělo stát po zapsání tohoto majetku do zemských desek. Tomu se bránily Klatovy. Po Hauffově smrti roku 1557 začal spor o Slavošovice mezi městem a Hauffovými dědici. Spor trval 31 let. Skončil 1. dubna 1588, když rytíř Cyprián Pek z Římku, vdovec po Hauffově dceři, prodal Hauffovo dědictví spolu s dalšími majetky Klatovům za 2 452 kop míšenských grošů.
V květnu roku 1778 začalo na základě návrhů barona Františka Antonína Raaba a nařízení císařovny Marie Terezie rozdělování císařských, církevních a městských majetků mezi robotníky, kteří na nich získali dědičný nájem. Krátce na to, v únoru 1783 zveřejnilo město Klatovy Smlouvu o zrušení roboty, která se odvolávala na císařský patent Josefa II. z roku 1781, který rušil nevolnictví. Tuto smlouvu podepsali za ves Slavošovice rychtář Jan Šebesta, soused Matěj Nový a nový usedlík Jan Sysel.

### Dvacáté století
V první světové válce bojovalo nejméně sedmnáct slavošovských rodáků. Ti se narodili v rozmezí let 1867–1898. Dva místní rodáci ve válce padli, na což odkazuje pamětní deska umístěná na kapli svatého Jana Nepomuckého. Tři slavošovští rodáci působili jako legionáři. Po válce byla v obci poblíž kaple svatého Jana Nepomuckého vysazena lípa svobody. Roku 1923 pak v obci vznikl sbor dobrovolných hasičů. Ve vsi do druhé světové války působili také divadelní ochotníci.
Za druhé světové války bylo nejméně pět místních obyvatel totálně nasazeno na nucených pracích. Většina z nich až po roce 1943. Po válce došlo k elektrifikaci vesnice a v polovině padesátých let pak k založení Jednotného zemědělského družstva Slavošovice.

## Obyvatelstvo
| Rok            | 1869 | 1880 | 1890 | 1900 | 1910 | 1921 | 1930 | 1950 | 1961 | 1970 | 1980 | 1991 | 2001 | 2011 | 2021 |
| -------------- | ---- | ---- | ---- | ---- | ---- | ---- | ---- | ---- | ---- | ---- | ---- | ---- | ---- | ---- | ---- |
| Počet obyvatel | 182  | 181  | 170  | 165  | 174  | 170  | 157  | 88   | 89   | 87   | 89   | 63   | 48   | 78   | 118  |
| Počet domů     | 27   | 30   | 30   | 26   | 26   | 26   | 29   | 27   | 22   | 21   | 22   | 23   | 22   | 28   | 36   |

## Obecní správa
Při sčítání lidu v letech 1850–1879 Slavošovice byly osadou obce Ostřetice v okrese Klatovy. V letech 1880–1975 byly samostatnou obcí v okrese Klatovy. Od 1. července 1975 jsou částí obce Bolešiny v okrese Klatovy.

## Pamětihodnosti

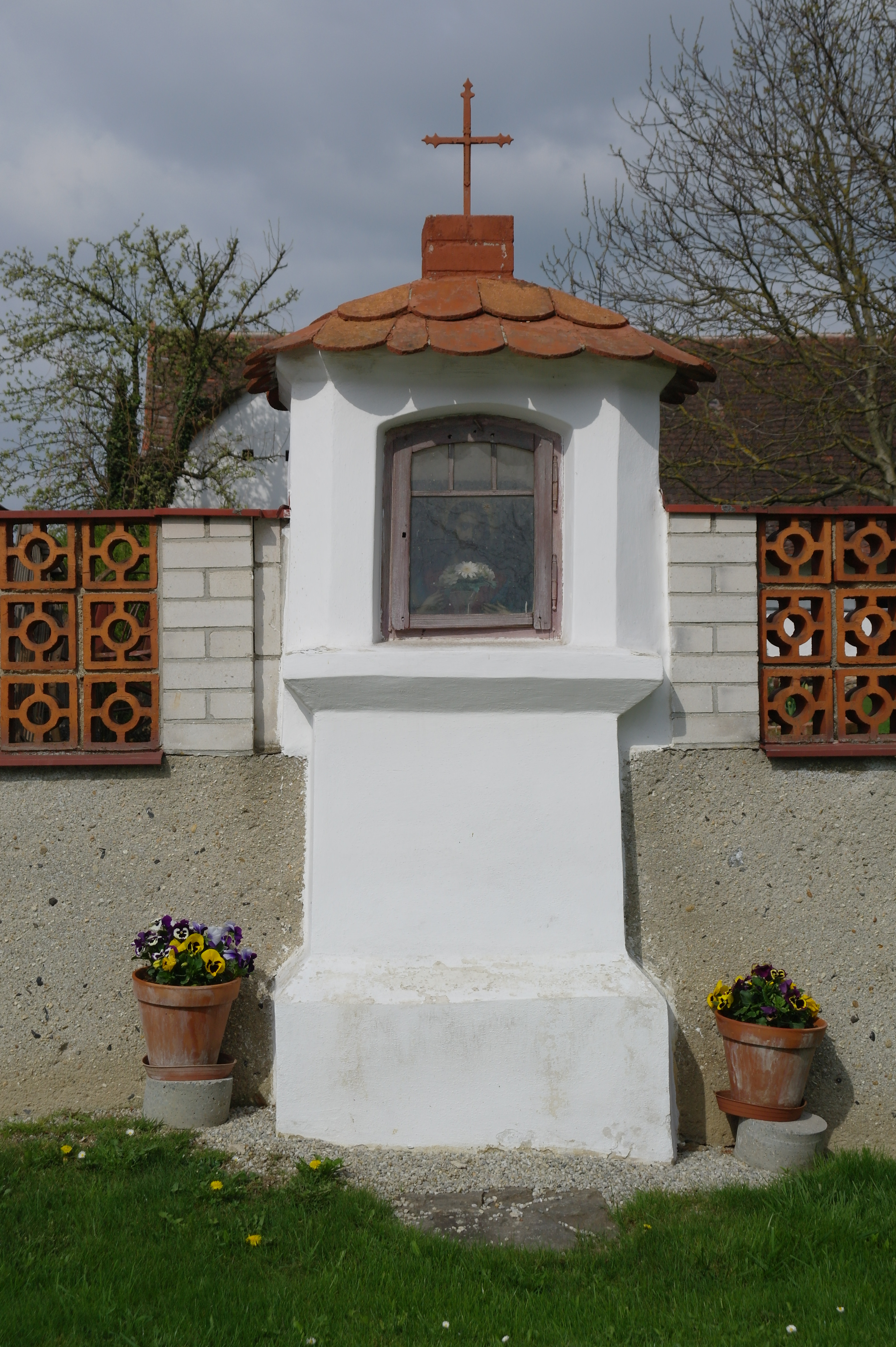
Výklenková kaplička

- Kaple svatého Jana Nepomuckého
- Kaplička v ohradní zdi čp. 10
- Lípa Svobody na návsi

## Osobnosti
- Šimon Hauff ze Slavošovic († 1557), klatovský měšťan

## Spolky
- SDH Slavošovice - od roku 1923